# قسم اني الريفي (مقاطعة غرمي)
قسم اني الريفي (بالفارسية: دهستان انی) هي منطقة سكنية تقع في قسم في إيران. يقدر عدد سكانها بـ 6,251 نسمة .